# Cratere Aristillus
Aristillus è un cratere lunare di 54,37 km situato nella parte nord-orientale della faccia visibile della Luna.

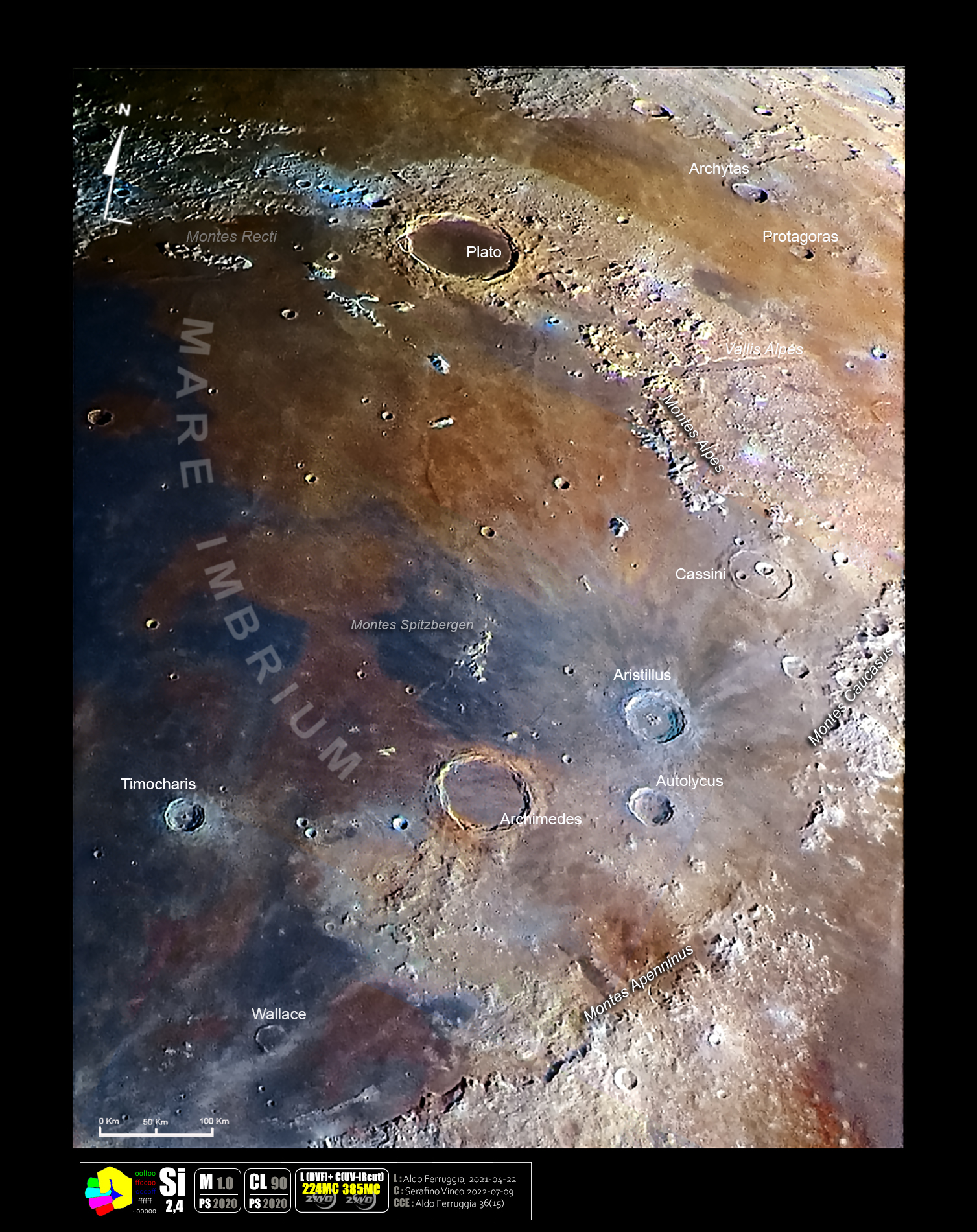
Il cratere e le strutture vicine in formato selenocromatico (Si)

Il cratere è dedicato all'astronomo greco Aristillo.

## Crateri correlati
Alcuni crateri minori situati in prossimità di Aristillus sono convenzionalmente identificati, sulle mappe lunari, attraverso una lettera associata al nome.
| Aristillus | Coordinate           | Diametro (in km) |
| ---------- | -------------------- | ---------------- |
| A          | 33°38′24″N 4°31′48″E | 4,44             |
| B          | 34°48′00″N 1°55′48″W | 8,02             |